# 科帕欽齊
48°50′21″N 25°23′15″E / 48.83917°N 25.38750°E
科帕欽齊（烏克蘭語：Копачинці），是烏克蘭的村落，位於該國西部伊萬諾-弗蘭科夫斯克州，由科洛梅亚区負責管轄，處於德涅斯特河畔，始建於1494年，面積12.84平方公里，人口1,105。